# نور (سوره)
سوره ۲۴ از قرآن است و ۶۴ آیه دارد. و سوره ای مدنی است.

## نامگذاری
نامیدن این سوره به نور به این دلیل است که کلمهٔ «نور» هفت بار در این سوره آمده و آیه نور در آن قرار دارد. آیه نور با واژهٔ الله شروع می‌شود و کلمهٔ نور پنج بار در آن به کار رفته است.

## محتوا
سوره نور احکام فقهی بسیاری را بیان می‌کند: حَدّ زنا، حد تهمت زنا (قذف)، احکام لِعان، حدود حجاب، معافیت حجاب برای قواعد از زنان، لزوم وجود چهار گواه برای اثبات زنا، مسائل نکاح و ماجرای اِفک. از مطالب و مباحث دیگر این سوره، پند و موعظه خداوند به مؤمنان در پرهیز از سخن گفتن دربارهٔ چیزی که آگاهی از آن ندارند و پرهیز از افترا، بهتان، تهمت و نهی شدید از اشاعه فحشا و آداب ورود که هنگام داخل شدن در خانه‌ها و مکان‌های دیگران باید به اذن و اجازهٔ صاحب آن باشد.

## شأن نزول آیه
خداوند در آیات ۱۱ و ۱۲ سوره نور می‌گوید: «ان الذین جاؤا بالافک عصبه منکم لا تحسبوه شرا لکم بل هو خیر لکم لکل امری ء منهم ما اکتسب من الاثم و الذی تولی کبره منهم له عذاب عظیم *لولا اذ سمعتموه ظن المؤمنون والمؤمنات بانفسهم خیرا و قالوا هذا افک مبین، همانا کسانی که آن تهمت عظیم را (دربارهٔ یکی از زنان پیامبر) به میان آوردند، دسته‌ای از شما بودند. آن تهمت را برای خود شر مپندارید، بلکه آن برای شما خیر و مصلحت است. بر عهدهٔ هر فردی از آن‌ها سهمی از گناه است، و آن که بخش عمدهٔ آن دروغ‌سازی را بر عهده داشته عذابی بزرگ دارد* چرا هنگامی که آن (تهمت) را شنیدید، مردان و زنان مؤمن نسبت به خودشان گمان نیک نبردند و نگفتند: این تهمتی آشکار است؟».
آیات به اصطلاح «افک» است. «افک» دروغ بزرگی (تهمتی) است که برای بردن آبروی رسول خدا بعضی از منافقین برای همسر رسول خدا جعل کردند. خلاصه داستان به نقل اهل سنت این است که عایشه همسر پیامبر هنگام بازگشت مسلمین از یک غزوه، در یکی از منزلها برای قضای حاجت داخل جنگلی شد، در آنجا طوق (روبند) او به زمین افتاد و مدتی دنبال آن می‌گشت و در نتیجه از قافله بازماند و توسط صفوان که از دنبال قافله برای جمع‌آوری از راه ماندگان حرکت می‌کرد، با تأخیر وارد مدینه شد. به دنبال این حادثه منافقین تهمتهایی را علیه همسر پیامبر شایع کردند.
محدثان شیعه این ماجرا را به «ماریه» سریهٔ پیامبر نسبت داده‌اند؛ و احتمال دارد هردو اتفاق روی داده باشد؛ مثل بسیاری از آیات قران که بیش از یک شأن نزول دارد.

## فضیلت سوره
شیخ طبرسی از علمای شیعه در مَجْمَعُ الْبَیان حدیثی از پیامبراسلام در بیان فضیلت این سوره آورده است:
کسی که سوره نور را بخواند (و محتوای آن را در زندگی خود پیاده کند) خداوند به عدد هر زن و مرد با ایمانی در گذشته و آینده، ده حسنه به عنوان پاداش به او خواهد داد.
در حدیث دیگری از جعفرصادق نقل شده‌است: 
اموال خود را از تلف و دامان خود را از ننگ بی عفتی حفظ کنید به وسیله تلاوت سوره نور، و زنانتان را در پرتو دستوراتش از انحراف مصون دارید که هر کس قرائت این سوره را در هر شبانه روز ادامه دهد، احدی از خانواده او هرگز تا پایان عمر گرفتار عمل منافی عفت نخواهد شد

## کتاب تفسیر سوره نور
کتاب تفسیر سوره نور (آیت‌الله حاج میرزا خلیل کمره‌ای): تشریح مباحثی راجع به تشعشعات انواع نور به‌خصوص نور شجره وجود انسان که از مشاعر و مغز انسان می‌تابد. در نیمه اول کتاب، از مادران که پرورش دهنده شجره وجود انسانند و در نیمه دوم کتاب، از رجال علم که با نور دانش خود راهنمای افراد بشرند، گفتگو شده‌است.